# 렛츠 고 브랜든

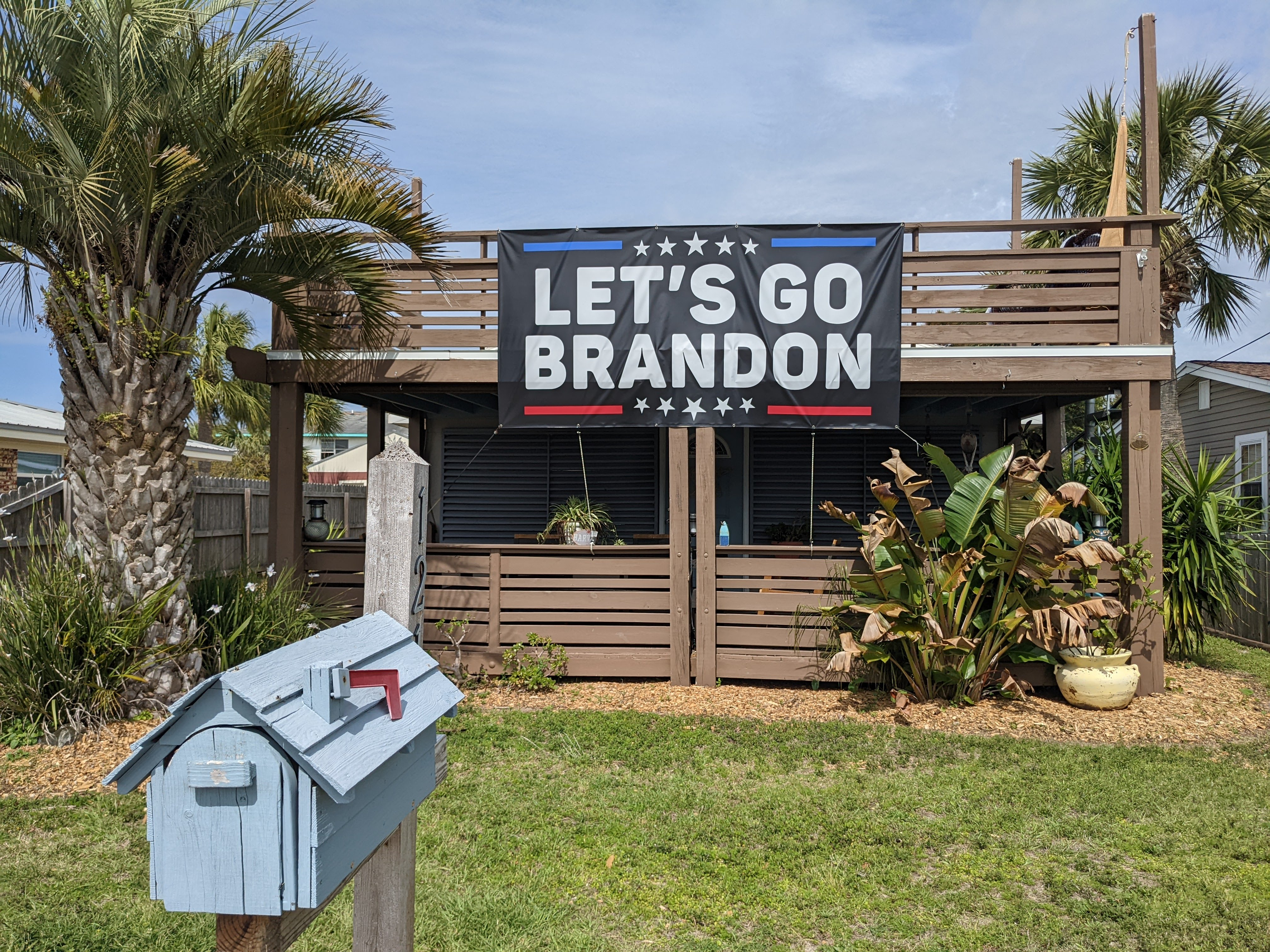
"Let's Go Brandon" 구호를 붙여놓은 미국 플로리다주의 한 가정집

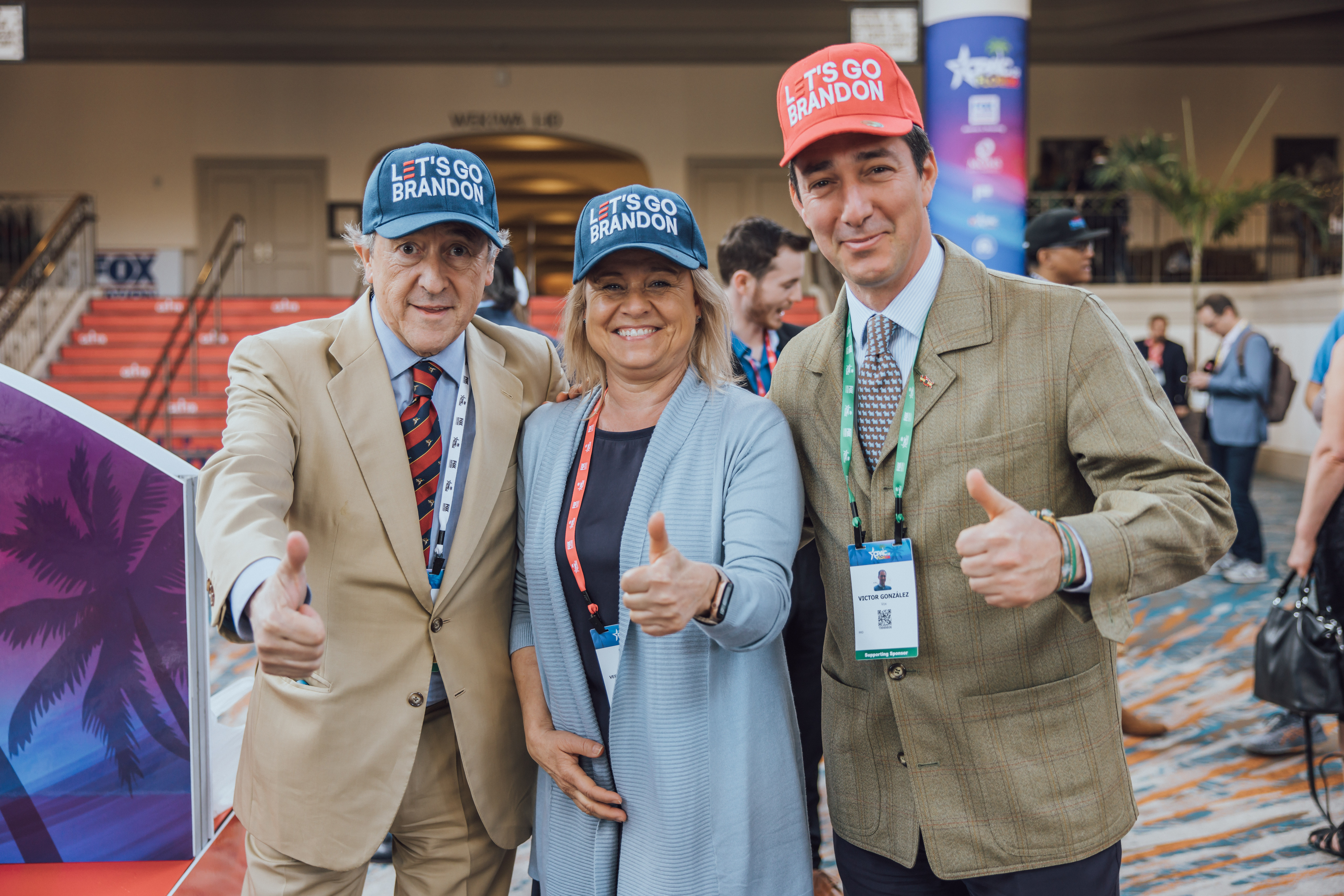
"Let's Go Brandon" 구호가 적힌 모자를 쓰고 있는 2022년 보수정치행동회의(CPAC) 참가자들

렛츠 고 브랜든(Let's Go Brandon)은 미국의 제46대 대통령 조 바이든을 비난하는 구호인 퍽 조 바이든(Fuck Joe Biden)의 몬더그린으로, 2021년 10월부터 바이럴하게 퍼져 밈이 되었다.

## 유래
2021년 8월 미군의 아프가니스탄 철수에서 나타난 여러 부정적인 결과로 인해, 미국 내에서 대통령인 조 바이든에 대한 여론이 나빠지자, 9월부터 스포츠 경기에서 "Fuck Joe Biden" 구호가 나타나기 시작했다.
그런 가운데 2021년 10월, 나스카(NASCAR) 경기에서 NBC 스포츠의 한 기자가 선수인 브랜든 브라운(Brandon Brown)을 서킷에서 인터뷰 하던 중, 관중들이 "Fuck Joe Biden"(조 바이든 꺼져라)을 외치자 이를 순화해서 "Let's Go Brandon"(브랜든 힘내라)이라고 왜곡 보도하는 일이 발생하였다. 이 왜곡 순화된 말이 미국 보수층 사이에서 "Fuck Joe Biden"의 자체 검열 구호 및 미국 좌편향 미디어에 대한 조롱으로서 급격하게 밈이 되었다.

## 같이 보기
- 몬더그린